# Baumann Glas 1886
Die BAUMANN/GLAS/1886 ist ein österreichisches Unternehmen in Baumgartenberg im Bezirk Perg in Oberösterreich. Es beschäftigt sich mit der Herstellung von Glasfassaden, Wintergärten, Lamellenfenstern, Terrassenüberdachungen, Lamellendächern, Pergolen und Panoramaverglasungen aus Holz und Aluminiumkonstruktionen.

## Geschichte
Das 1886 gegründete Familienunternehmen hat sich von einem Glasereibetrieb zu einem Glasbauspezialisten entwickelt und entwickelte ein Verfahren für die Sanierung von Glashäusern, so beispielsweise die Wiener Palmenhäuser (Palmenhaus (Wien-Schönbrunn), Palmenhaus (Wien) und das Sonnenuhrhaus (Wien-Schönbrunn)). Auf diese Aktivitäten geht auch die für das Unternehmen registrierte geschützte Marke Palmhaus zurück.
Seit 1982 wurde das Unternehmen in vierter Generation von Franz Baumann geführt.
Im Jahr 2000 verließ das Unternehmen den bisherigen Standort in Perg und errichtete in Baumgartenberg das Palmhaus-Werk mit Fertigung, Verwaltung und Vertrieb. 2006 begann eine Lizenzfertigung von Hochwasserschutzwänden und 2008 die Herstellung von Energiefassaden aus Aluminium und Glas. 2008 betrug der Umsatz des Unternehmens rund € 15,8 Mio., der von etwas mehr als 100 Mitarbeitern erwirtschaftet wurde.
2009 errichtete das Unternehmen auf Basis seiner Erfahrungen im Hochwasserschutz die „Life-Ball-Wasserwelten“ auf dem Wiener Rathausplatz ein und war offizieller Hauptsponsor des Life Ball 2009. Die Aktivitäten betreffend Hochwasserschutz wurden 2008 in das Tochterunternehmen AquaBLOC HochwasserSchutz ausgelagert.

## Auszeichnungen
Das Unternehmen kann auf nachstehende Auszeichnungen verweisen:
- Preis „Trio des Jahres“ der Bundessparte Gewerbe und Handwerk und der Bundessparte Information und Consulting der Wirtschaftskammer Österreich, des Wirtschaftsmagazins Trend und der Bank Austria in der Sparte Gewerbe als Bester aus 3000 teilnehmenden Gewerbebetrieben (2006)[5]
- Regionaler Innovationspreis der Oberösterreichischen Rundschau „Schrittmacher Gewerbe“ (2007)
- Preis für Freiwilligenarbeit „Henry“ 2010 des OÖ. Roten Kreuzes[6]
- ASRA 2011 (Austrian Sustainability Reporting Award) für den Nachhaltigkeitsbericht[7]
- EMAS-Preis 2012[8]
- Oberösterreichischer Landespreis für Umwelt und Natur 2014[9]
- "Best of Class"-Award des Netzwerk Metall für innovativen Hochwasserschutz[10]

## Kulturglashaus
In Österreich ist das Palmhaus-Werk seit seiner Eröffnung im Jahr 2000 als Kulturglashaus ein Begriff, wo auf Initiative des Unternehmens regelmäßig Kulturveranstaltungen durchgeführt werden. Es ist einer der Veranstaltungsorte für Veranstaltungen von FM5, Global 2000 und der Donaufestwochen.

## Kabarett-Palmhaus
Das Kabarett-Palmhaus ist eine 2003 gegründete Kooperation mit dem ASKÖ-Perg und veranstaltet Auftritte verschiedener Kabarettisten. Die Veranstaltungen des "KABARETT PalmHaus" finden in großen Veranstaltungszentren im Bezirk Perg statt. Folgende Künstler wurden bislang für Auftritte verpflichtet (chronologisch): Marion Petric, Alfred Dorfer, Thomas Stipsits & Manuel Rubey (2×), Wolfgang Pissecker, Peter und Teuscher, Andrea Händler, Stermann & Grissemann, Klaus Eckel, Gerhard Polt, Stefan Waghubinger, Comedy Hirten.